# Alison LaPlaca
Alison LaPlaca (Newark, 16 de dezembro de 1959) é uma atriz e dubladora estadunidense.

## Biografia

### Primeiros anos e carreira
LaPlaca estudou seu ensino médio na Stevenson High School em Lincolnshire, Illinois, um subúrbio de Chicago.  Ela frequentou a Universidade Wesleyan de Illinois, onde se formou em artes cênicas. Antes de se mudar para Los Angeles, LaPlaca trabalhou como garçonete na Palmer House de Chicago, na Michigan Avenue.
Pouco depois de se mudar para Hollywood, LaPlaca conseguiu o papel de Elyse na versão sitcom para televisão do filme Diner, de Barry Levinson. Esse piloto não foi escolhido, e logo depois La Placa participou do telefilme, "Listen to Your Heart" de 1983.

### Carreira posterior
No ano seguinte, LaPlaca ganhou um lugar regular em Suzanne Pleshette Is Maggie Briggs de 1984. Ela teve uma pequena participação em Assassinato por encomenda e, posteriormente, interpretou Linda Phillips na série Duet (de 1987 a 1989) e Open House (de 1989 a 1990). LaPlaca também atuou ao lado de Kirstie Alley no filme de 1990, Madhouse.
No fim dos anos 1990, ficou conhecida por participar da série estadunidense Friends, onde interpretava Joanna, chefe de Rachel Green.
A atriz é casada desde 1992, com o ator e diretor de televisão, Philip Charles MacKenzie, que o conheceu nas filmagens da série Open Housen.

## Filmografia
| Ano         | Produção                           | Personagem                   | Notas                                                 |
| ----------- | ---------------------------------- | ---------------------------- | ----------------------------------------------------- |
| 1983        | Listen to Your Heart               | Lynn                         | Filme para TV                                         |
| 1984        | Voyage of the Rock Aliens          | Diane                        |                                                       |
| 1984        | Suzanne Pleshette Is Maggie Briggs | Melanie Bitterman            | Episódio: "A New Leaf"                                |
| 1984        | Family Ties                        | Barbara                      | Episódio: "Fabric Smarts"                             |
| 1985        | Cheers                             | Paula Nelson                 | Episódio: "Behind"                                    |
| 1985        | Assassinato por Encomenda          | Pan Am Clerk                 |                                                       |
| 1985        | Crime ou loucura                   | Janet Landry                 | Filme para TV                                         |
| 1986        | Remington Steele                   | Joan Kendall                 | Episódio: "Steele in the Running"                     |
| 1987 - 1989 | Duets                              | Linda Phillips               | 54 episódios                                          |
| 1989 - 1990 | Open House                         | Linda Phillips               | 24 episódios (Spin-off de Duets)                      |
| 1990        | Madhouse                           | Claúdia                      |                                                       |
| 1991        | Start                              | Dr. Elizabeth Newberry       | 6 episódios                                           |
| 1991        | In the Nick of Time                | Susan                        | Filme para TV                                         |
| 1992 - 1993 | The Jackie Thomas Show             | Laura Miller                 | 18 episódios                                          |
| 1994        | Batman: The Animated Series        | Baby-Doll / Mary Louise Dahl | Dublagem                                              |
| 1994        | Tom                                | Dorothy Graham               | 12 episódios                                          |
| 1994 - 1996 | The John Larroquette Show          | Catherine Merrick            | 49 episódios                                          |
| 1997        | Johnny Bravo                       | Lois                         | Episódio: "Going Batty" (Dublagem)                    |
| 1997        | Friends                            | Joanna                       | 3 episódios                                           |
| 1999        | Hércules                           |                              | Episódio: "Hercules and the Odyssey Experience"       |
| 2000        | Malcolm in the Middle              | Barbara                      | Episódio: "Convention"                                |
| 2002        | ER                                 | Enfermeira                   | Episódio: "Lockdown"                                  |
| 2006        | Desperate Housewives               | Rita Patterson               | Episódio: "The Miracle Song"                          |
| 2007        | The O.C.                           | Dr. James                    | Episódio: The Groundhog Day"                          |
| 2007        | Grey's Anatomy                     | Mrs. Nolton                  | 2 episódios                                           |
| 2008        | Boston Legal                       | Andrea Michele               | 2 episódios                                           |
| 2008 - 2010 | 'Til Death                         | Beth                         | 3 episódios                                           |
| 2009        | Lie to Me                          | Diane Ktretschmer            | Episódio: "Do No Harm"                                |
| 2009        | Without a Trace                    | Mary Whitman                 | Episódio: "Voir Dare"                                 |
| 2010        | 15 Minutos                         | Goldie                       | Filme para TV                                         |
| 2011        | Man Up!                            | Caroll                       | Episódio: "Acceptance"                                |
| 2012        | Up All Night                       | Gail Reinhold                | Episódio: "Preschool Auction"                         |
| 2014        | Mom                                | Louanne                      | Episódio: "Forged Resumes and the Recommended Dosage" |
| 2019        | Sizzle                             |                              | Curta-metragem (Produtora-executiva)                  |